# تپه توغان
تپه توغان مربوط به سده‌های اولیه و میانه دوران‌های تاریخی پس از اسلام است و در شهرستان درگز، بخش چاپشلو، جنوب روستای چاپشلو واقع شده و این اثر در تاریخ ۱۰ دی ۱۳۸۱ با شمارهٔ ثبت ۶۷۱۲ به‌عنوان یکی از آثار ملی ایران به ثبت رسیده است.